# Krujon
Krujon is een bestuurslaag in het regentschap Ogan Komering Ulu van de provincie Zuid-Sumatra, Indonesië. Krujon telt 1328 inwoners (volkstelling 2010).